# 33 Pułk Piechoty Liniowej (Francja)
33 Pułk Piechoty Liniowej Wielkiej Armii – jeden z francuskich pułków piechoty okresu wojen napoleońskich. Wchodził w skład Wielkiej Armii Cesarstwa Francuskiego.

## Działania zbrojne
- 1792: Thionville
- 1805: austerlitz
- 1806: Auerstadt i Czarnowo
- 1807: Pruska Iława (Eylau)
- 1812: Smoleńsk
- 1813: Moskwa
- 1815: Ligny i Namur